# Barika
Barika, anciennement Tobna à l'époque antique, est une commune algérienne de la wilaya de Batna, située au nord-est de l'Algérie dans la région des Hodna, à 85 km à l'ouest de centre du wilaya Batna et à 345 km au sud-est d'Alger.

## Étymologie
Le mot Barika vient d'une variante de la langue berbère de la région, le mot est un dérivé du mot Barek qui veut dire : couleur noire, dans certaines variantes en chaoui, le mot noir est Aberkane dans la plupart des variantes du dialecte Chaoui, selon Ahmed Boussaha dans son livre sur l'étymologie des noms des villes d’Algérie.

## Géographie

### Situation
Le territoire de la commune de Barika se situe au sud-ouest de la wilaya de Batna, à 40 km à vol d'oiseau à l'est du chott El Hodna.
| Ouled Ammar     | Djezzar | Djezzar |
| Abdelkader Azil | Barika  | Seggana |
| Abdelkader Azil | Bitam   | Bitam   |

### Localités de la commune
La commune de Barika est composée de 9 localités : Barika centre, Chebilet Boussaadia, El Ghaba, Ouled Abdellah, Ouled Ahmed, (Aïn El Himeur), Ouled El Bachir, Keddada, Ouled El Hadj Mohamed Tahar, Ouled Guettal, Ouled Messaoud, Ouled Abd Erahman.

## Histoire

### Époque coloniale française
Jusqu'en 1874, c'est un poste militaire de 65 personnes, relevant du cercle militaire de Batna. Elle devient une section de la commune indigène de Batna le 13 novembre 1874 sur une superficie de 3 729 km2, puis une commune mixte le 5 octobre 1907.

## Population

### Pyramide des âges
| Hommes | Classe d’âge | Femmes |
| ------ | ------------ | ------ |
| 0,31   | 80 et +      | 0,27   |
| 1,02   | 70 à 79 ans  | 0,97   |
| 1,36   | 60 à 69 ans  | 1,45   |
| 3      | 50 à 59 ans  | 2,92   |
| 4,99   | 40 à 49 ans  | 5      |
| 6,78   | 30 à 39 ans  | 6,76   |
| 10,37  | 20 à 29 ans  | 10,11  |
| 11,88  | 10 à 19 ans  | 11,57  |
| 10,88  | 0 à 9 ans    | 10,35  |
| 0,01   | nd           | 0,01   |

### Évolution démographique
| 1892 | 1902 | 1966   | 1977   | 1984   | 1987  | 1998  | 2008   |
| ---- | ---- | ------ | ------ | ------ | ----- | ----- | ------ |
| 404  | 823  | 40 957 | 44 932 | 54 000 | 65713 | 90811 | 162711 |

## Patrimoine
À quatre kilomètres au sud-ouest de Barika se trouvent les ruines de l'ancienne ville romaine de Tubanae (Tobna).

## Personnalités liées à la commune
- Azil Abdelkader El Bariki est originaire de Barika (la wilaya I les Aurès), le Colonel Amirouche le choisit pour rejoindre la wilaya III où il a fait ses preuves de guerrier hors pair. D'ailleurs il est le seul à être décoré par Amirouche en personne de la médaille de la plus  haute distinction jamais remise avant lui. Abdelkader Azil ne reconnaissait aucune autorité après la mort de Benboulaid, d'où sa renommée de "tête brûlée", il est devenu un héros national né le 14/juin/1927 tomber au champ d'honneur pour que vive l'Algérie libre indépendante  le 07/12/1959[réf. souhaitée]
- Il a créé le moon'air Sneakers, mounir est originaire de barika
- Le chanteur Abdelhamid Ababsa (1918-1998), interprète de la chanson Hiziya, est natif de Barika.
- Abdou Benziane (1944-2011), journaliste et ancien directeur de l'ENTV est né à Barika.
- Brahim Boulahia, homme Politique algérien, est né à Barika ; membre du Front de Libération Nationale, ancien député et sénateur.
- Athmane Ariouet, acteur algérien.
- Liamine LAFIFI, né et vécu à Barika, professeur de l'enseignement fondamental a la retraite, ex député représentant la circonscription de Batna sous le parti El-islah (2002-2007).